# James Rossi
James Rossi (12 de abril de 1936 — 3 de setembro de 2005) foi um ciclista olímpico estadunidense. Representou sua nação nos Jogos Olímpicos de Verão de 1956 e 1960.